# Сулім Ямадаєв
Сулім Ямадаєв (рос. Сулим Бекмирзаевич Ямадаев; 24 вересня 1973 — 28 березня 2009 р.) — колишній чеченський військовий під час Першої чеченської війни; пізніше у 1999 р. під час Другої чеченської війни перейшов на бік російських військ. Був командиром спеціального батальйону «Восток». У травні 2008 р. був звинувачений у вбивствах, відсторонений від командування батальйоном і оголошений у розшук. Брав участь у військових діях на боці осетинських сепаратистів у Російсько-грузинській війні 2008 р. Під час візиту в м. Дубаї на Суліма Ямадаєва був скоєний замах, від отриманих поранень він помер 28 березня 2009 р. у лікарні. Рамзан Кадиров після смерті Суліма звинувачував його у вбивствах і викраденнях мирних жителів, а також у загибелі свого батька Ахмата Кадирова в 2004 році. 